# Чабазимахи
Чабазимахи (дарг. Чабазимахьи) — село в Сергокалинском районе Дагестана.
Входит в состав Аймаумахинской сельской администрации (включает села: Аймаумахи, Хабкаймахи, Чабазимахи).

## География
Село расположено в 23 км к юго-западу от районного центра — села Сергокала.

## Население
| 1895 | 1926 | 1939 | 1970 | 1989 | 2002 | 2010 |
| ---- | ---- | ---- | ---- | ---- | ---- | ---- |
| 140  | ↗179 | ↘146 | ↗257 | ↘50  | ↗197 | ↘182 |
| 2021 |      |      |      |      |      |      |
| ↘133 |      |      |      |      |      |      |